# 愛丁堡 (新澤西州)
愛丁堡（英語：Edinburg）是位於美國新澤西州默瑟縣的非建制地區。

## 歷史
愛丁堡的郵局於1851年設立，其後於1909年停運。

## 地理
愛丁堡所處的海拔為高於海平面22米（即72英呎），而該地所採用的時區為UTC-5，即北美东部时区（EST）。同時該地設有夏令時間，為UTC-5調快一小時，即UTC-4（EDT）。